# Italmobiliare

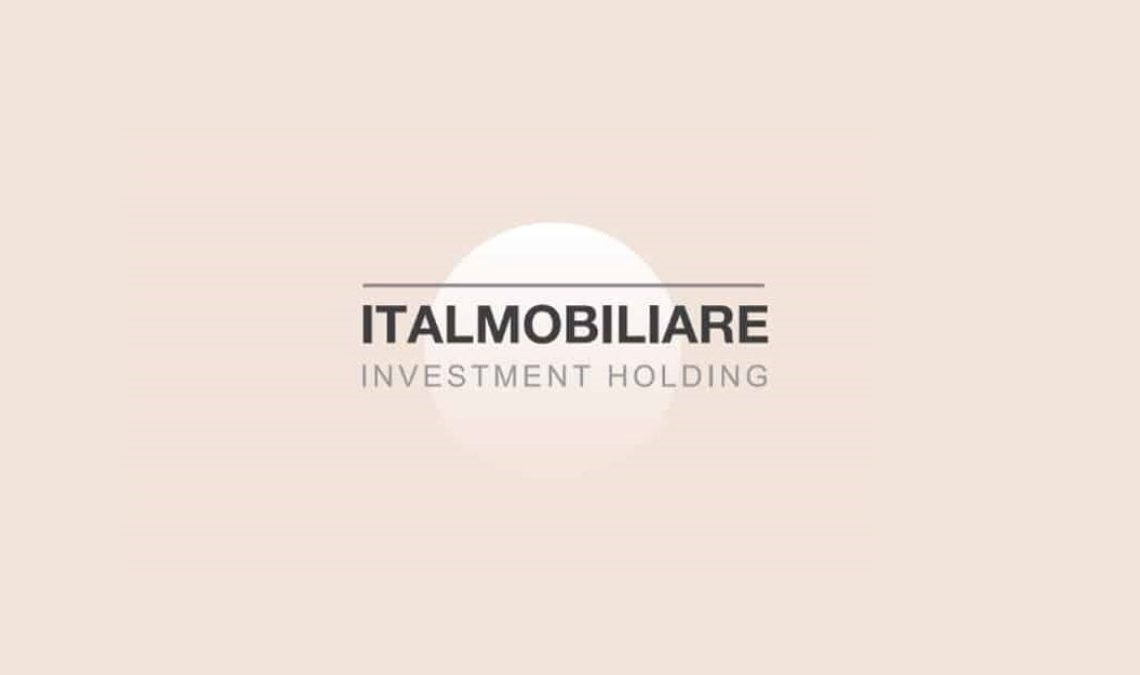

Italmobiliare è una holding di partecipazioni quotata dal 1980 alla Borsa di Milano dove è presente negli índici FTSE Italia Mid Cap e FTSE Italia STAR.
Il suo controllo fa capo alla famiglia Pesenti.

## Storia
Italmobiliare è stata fondata nel 1946, come holding di partecipazioni di Italcementi, controllata dal 1979 al 2016, quando è stata ceduta al gruppo tedesco HeidelbergCement con una plusvalenza di 754,5 milioni di euro. Per Italmobiliare inizia una "terza vita".
La prima vita è con Carlo Pesenti, il fondatore. Considera la società come "uno scrigno chiuso", talmente chiuso da annunciarne pubblicamente la nascita con sette anni di ritardo, nell'ottobre 1953. Negli anni sessanta e settanta lo riempie di banche (il Credito Commerciale, l'IBI, la Banca Provinciale Lombarda), di assicurazioni (la RAS), di giornali (La Notte e Il Tempo).
La seconda vita è con Giampiero Pesenti, il figlio, il quale negli anni ottanta e novanta circoscrive l'impegno della famiglia nel cemento (con l'acquisizione nel 1992 della Ciment Francais triplica il fatturato dell'Italcementi) ed entra nei cosiddetti "salotti buoni" della finanza con una partecipazione in Mediobanca e nella casa editrice RCS in cui Giampiero guida a lungo il patto di sindacato dei grandi soci.

### La diversificazione
La terza vita è con Carlo Pesenti, figlio di Giampiero e omonimo del nonno, il quale, dopo la vendita di Italcementi, avvia una nuova diversificazione del portafoglio. Già nel 2016 effettua un forte alleggerimento nel settore bancario con il completo disinvestimento da UniCredit e la cessione della banca svizzera Finter ed entra nel mondo del private equity acquisendo per 18,8 milioni di euro il fondo italiano Clessidra.
La diversificazione del portafoglio prosegue nel 2017 quando verso la fine dell'anno la società acquisisce il 40% del Gruppo Tecnica, leader italiano nelle calzature outdoor e nell'attrezzatura per sci, con un investimento di 60 milioni di euro. Il progetto di Pesenti è costruire un polo italiano nel settore dell'attrezzo sportivo. Nel dicembre 2017 cede il controllo di Bravo Solutions, leader internazionale in soluzioni per il Supply Management,  al gruppo statunitense Jaggaer.
Nell'aprile 2018 Italmobiliare diventa il principale azionista di Caffè Borbone, acquisendo il 60% della società napoletana per 140 milioni di euro. Verrà costituita una NewCo, in cui Italmobiliare sarà presente al 60%, il resto farà capo al fondatore Massimo Renda che coprirà la carica di presidente esecutivo. Nel luglio 2018 rileva il 40% del Gruppo Iseo  (serrature). Nel gennaio 2019 è perfezionato l'ingresso con il 27% in Autogas (distribuzione Gpl).
A fine 2019 è stata acquisita la maggioranza del salumificio Capitelli, mentre nel 2020 Italmobiliare ha rilevato, prima il 20% e poi un altro 60% con una spesa di 120 milioni, il controllo della storica azienda di cosmesi Santa Maria Novella di Firenze.

## Partecipazioni

### Industriale
- 100% di Italgen, produzione e distribuzione di energia elettrica da fonti rinnovabili (acquisita da Italcementi nel giugno 2016).
- 100% Officina Profumo Farmaceutica di Santa Maria Novella, storica azienda fiorentina di cosmesi nata come una delle prime farmacie europee (partecipazione acquisita nel gennaio 2020).
- 100% SIDI Sport, azienda  specializzata nella produzione e vendita di calzature per ciclismo e motociclismo utilizzate dai più importanti atleti professionisti e dagli appassionati in tutto il mondo (partecipazione acquisita a ottobre 2022).
- 92,5% CDS-Casa della Salute,  rete di poliambulatori specialistici, diagnostici, odontoiatrici, fisiokinesiterapici con 34 strutture tra Liguria e Piemonte (partecipazione acquisita a dicembre 2020).
- 80,72% Callmewine.com, fondata nel 2010 da Paolo Zanetti, piattaforma di e-commerce specializzata nella vendita di vini che si colloca tra i leader di mercato in Italia (Italmobiliare è entrata in Callmewine nel dicembre 2020).
- 80% Salumificio Capitelli, uno dei marchi premium del settore, specializzato nella produzione di salumi cotti e affumicati con un processo di lavorazione artigianale (partecipazione acquisita a dicembre 2019).
- 60% di Caffè Borbone, uno dei principali produttori specializzati in capsule e cialde compatibili, con una fitta rete commerciale sul territorio italiano (partecipazione acquisita a maggio 2018).
- 40% di Tecnica Group, gruppo leader nelle calzature outdoor e nell'attrezzatura per sci.
- 39% di ISEO, uno dei principali produttori europei di soluzioni meccatroniche e digitali per il controllo e la sicurezza degli accessi.
- 0,48% di HeidelbergCement (partecipazione acquisita in occasione della cessione di Italcementi al gruppo tedesco).

Fonte: sito aziendale aggiornato al 2023

### Private equity
- 100% di Clessidra Sgr, gestore di fondi esclusivamente dedicati al mercato italiano (acquisito nel settembre 2016). Nel maggio 2018 acquisisce, attraverso Clessidra III, il 100% della Scrigno di Rimini (controtelai per porte e finestre scorrevoli a scomparsa) sulla base di un valore d'impresa di 100 milioni dopo avere già rilevato quote in Nexi, ABM e Roberto Cavalli.[15]
- partecipazioni di minoranza in altre società di private equity: l'americana BDT Capital Partners (con focus sugli Usa), Isomer, Iconiq, Connect.

### Finanza
- 16,67% di Compagnia Fiduciaria Nazionale S.p.A.
- 14,28% di Fin. Priv. S.r.l.

### Banche
- 99,91% di Crédit Mobilier de Monaco

### Editoria
- 0,1% di Cairo Communications
- 7% Sesaab (editrice dell'Eco di Bergamo)
- 29,3% di Società Editrice Sud (editrice della Gazzetta del Sud)

### Information Technology
- 17,2% di Impresoft, gruppo specializzato nella fornitura alle aziende di software, servizi di supporto, consulenza e soluzioni per la trasformazione digitale delle imprese.

### Immobiliare
- 100% di Punta Ala Promozione e Sviluppo Immobiliare S.r.l.

Fonte: Sito aziendale aggiornato a giugno 2024

## Azionariato
Nel maggio 2019 l'assemblea ha votato la cancellazione della quasi totalità delle azioni proprie in portafoglio, circa il 12%, senza riduzione del capitale. Così le quote dei soci storici hanno subito aggiustamenti.
- 49,4% Efiparind B.V., la finanziaria olandese della famiglia Pesenti, tramite:
  - Cemital Privital Aureliana spa
  - Efiparind BV & C.IE SCPA
- 11,2% Serfis S.p.A., la finanziaria della famiglia di commercialisti Strazzera
- 6,8% Mediobanca

Data: luglio 2019

## Consiglio d'amministrazione
- Laura Zanetti, presidente
- Livio Strazzera, vicepresidente
- Carlo Pesenti, consigliere delegato e direttore generale
- Vittorio Bertazzoni
- Giorgio Bonomi
- Mirja Cartia d'Asero
- Valentina Casella
- Marco Cipelletti
- Sebastiano Mazzoleni
- Luca Minoli
- Chiara Palmieri
- Elsa Fornero

Fonte: sito aziendale aggiornato al 2021

## Controversie familiari
- Grazie alla vendita di Italcementi, Carlo Pesenti ha incassato nel 2016 uno stipendio di 14,7 milioni di euro, qualcosa in più rispetto ai 10,4 milioni del 2015. Il padre Giampiero ha invece intascato 2,3 milioni. Cifre molto alte per cui due sorelle di Giampiero hanno impugnato all'inizio del 2017 il vecchio testamento della madre (che aveva dato una lieve maggioranza all'unico figlio maschio nell'accomandita di famiglia) pretendendo che la società rimborsi a tutti i soci, con un maxi-dividendo da 300 milioni, la liquidità - poco meno di un miliardo - ottenuta dalla cessione dell'Italcementi. La controproposta è stata di una cedola di 22 milioni e di un'Opa parziale da 100 milioni sul capitale. Tentativo fallito per cui la vicenda è in mano a giudici e avvocati.[17]

## Dati economici
Nel 2023 il Gruppo Italmobiliare ha registrato un fatturato consolidato di 585,8 milioni di euro, in aumento del 21,1% rispetto al 2022, e un margine operativo lordo, pari a 99,2 milioni, in crescita dell’80,7% rispetto allo stesso periodo dell’esercizio precedente. In considerazione dei buoni dell’esercizio, l’assemblea degli azionisti ha inoltre deliberato la distribuzione di un dividendo ordinario di 0,80 euro per azione e di un dividendo straordinario di 2,2 euro per azione. 